# Вяйсала (лунный кратер)
Кратер Вяйсала (лат. Väisälä) — маленький ударный кратер на плато Аристарх в Океане Бурь на видимой стороне Луны. Название присвоено в честь финского астронома, оптика и геодезиста Ирьё Вяйсяля (1891—1971) и утверждено Международным астрономическим союзом в 1973 г.

## Описание кратера

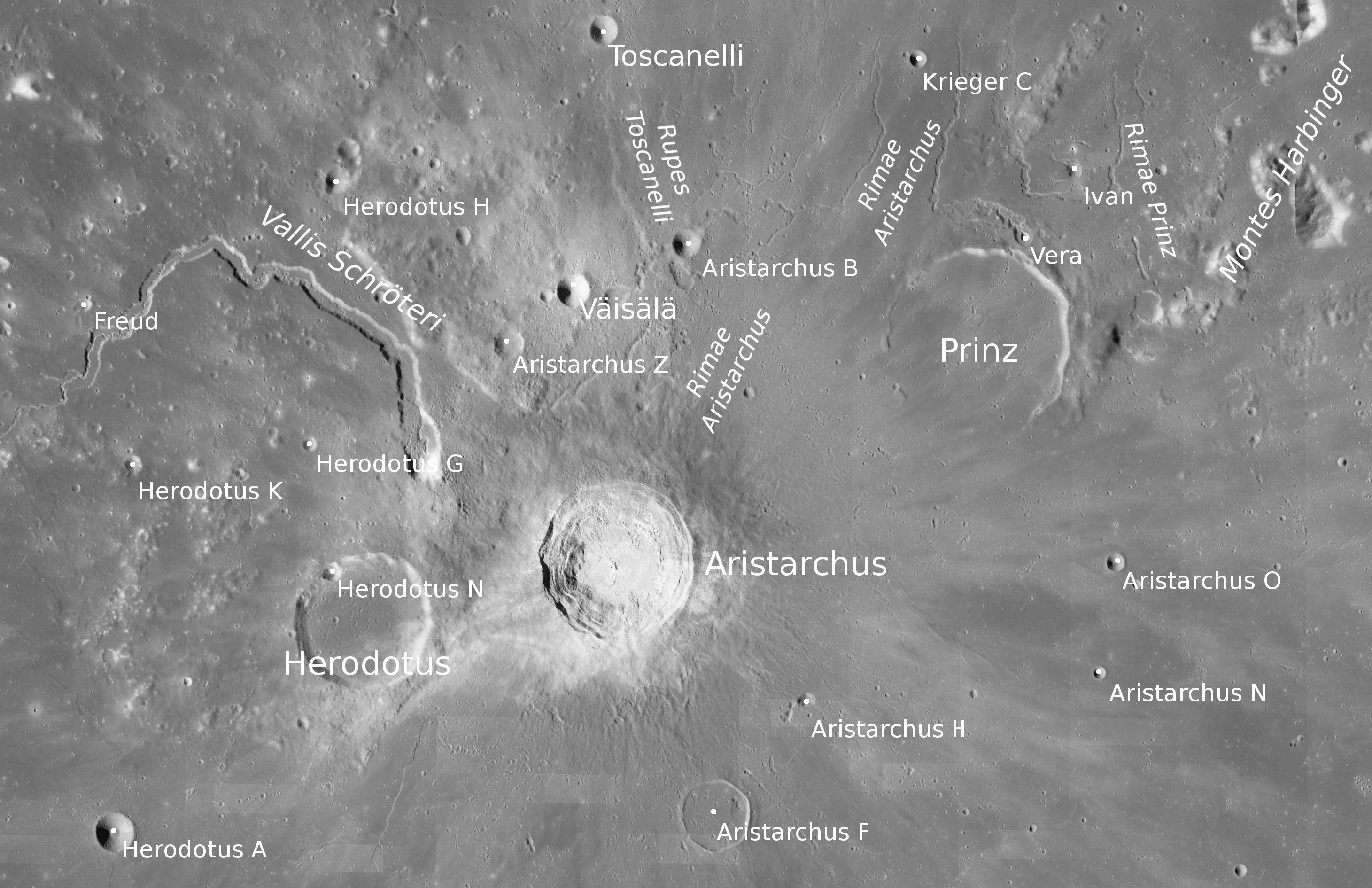
Окрестности кратера Вяйсала. Снимок Lunar Reconnaissance Orbiter.

Кратер Вяйсала находится в центре плато Аристарх в Океане Бурь. Ближайшими соседями кратера являются кратер Фрейд на западе; кратеры Алоха и Нильсен на северо-западе; кратер Тосканелли на севере, кратеры Ван Бисбрук и Кригер на северо-востоке, останки кратера Принц на востоке, кратер Аристарх на юге и кратер Геродот на юго-западе. Окрестности кратера Вяйсала изобилуют интересными структурами — на западе находится долина Шрётера; на северо-западе — пик Геродота и горы Агрикола; на севере-северо-западе, северо-востоке и юге — борозды Аристарха; на севере — уступ Тосканелли; на востоке — борозды Принца и горы Харбингер. Селенографические координаты центра кратера 25°54′ с. ш. 47°54′ з. д. / 25,9° с. ш. 47,9° з. д., диаметр 8,1 км, глубина 1,53 км.
Кратер имеет чашеобразную форму, альбедо кратера значительно выше окружающей местности, что характерно для большинства молодых кратеров. Средняя высота вала — 300 м, объем кратера составляет приблизительно 20 км³. По морфологическим признакам кратер относится к типу ALC (по наименованию типичного представителя этого типа — кратера Аль-Баттани C).
Кратер Вяйсала включен в список кратеров с яркой системой лучей Ассоциации лунной и планетарной астрономии (ALPO).
До своего переименования в 1973 г. кратер именовался сателлитным кратером Аристарх A.

## Сателлитные кратеры
Отсутствуют.